# Aurelia Arkotxa
Aurelia Arkotxa Mortalena (3 d'octubre de 1953, Baigorri, Baixa Navarra, França) és una escriptora i acadèmica basca.

## Trajectòria
Es va graduar a la Universitat de Bordeus i en l'ASJU amb una tesi sobre l'obra de Gabriel Aresti. Ensenya cultura clàssica a la Universitat de Baiona; va ser cofundadora d'una revista literària i d'un diari. Investiga la llengua basca i els seus textos amb IKER al Centre nacional de recerca científica; és directora de la revista Lapurdum.
El 2003, va ser nomenada membre associada de l'acadèmia; l'any 2007, membre de l'Acadèmia basca i el 3 de novembre de 2009, vicepresidenta.

## Obres
Poesia
- Atari ahantziak, 1993, Pamiela.

Novel·la
- Septentrio, 2001, Alberdania. (en basc)
- Septentrio, 2006: Les éditions de l'Atelier du héron, Collection Pérégrins Arxivat 2016-03-04 a Wayback Machine., Brussel·les. (en francès)
- Fragmentuak, 2009, Utriusque Vasconiae, Donostia-Saint-Sébastien.

Assaig
- Bazterrez, 2009, Euskaltzaindia.

Recerques
- Xabier Lete, un poète engagé sous le franquisme, une conception de la finalité du langage poétique, 1980.
- Imaginaire et poésie dans Maldan behera de Gabriel Aresti (1933–1975), éditions ASJU, Donostia-Saint-Sébastien, 1993.
- Euskal kritika gaur, en col·laboració amb Mari Jose Olaziregi, Eusko Ikaskuntza, Donostia, 2002.[3]
- Euskal gramatikari eta literaturari buruzko ikerketak XXI. mendearen atarian, en col·laboració amb Lurdes Otaegi, Euskaltzaindia, Iker, Bilbao, 2003.

Altres obres
- Pensées, études et voyages de 1835. Antoine D'Abbadie en col·laboració amb Patri Urkizu i Fermin Arkotxa, Euskaltzaindia, 1997, 486 pàgines.
- El taller del escritor, génesis y edición de textos en collaboration avec Javier Lluch et Mari Jose Olaziregi, ouvrage collectif, UPV, Vitoria-Gasteiz.
- Histoire littéraire des textes basques XVI-XVIIème siècle . en col·laboració amb Bernard Oyharçabal, éditions Utriusque Vasconiae, Donostia-Sant Sebastià.[4]

Articles
- En col·laboració amb Bernard Oyharçabal, CNRS
  - Changements et variants dans lana versification basque du XVIIème siècle,[5] 2008, Baiona.
  - Desarrollo y edición de las letras septentrionales, Center for Basque Studies - Université du Nevada à Reno.
  - Lanas primicias de lanas letras vascas, Center fuere Basque Studies-University of Nevada, Reno.
- L'Art Poétique basque d'Oihenart (1665), 2005, Université de Pal et des Pays de l'Adour, Bayonne, 209-245.
- L'enseignement du français à travers lana traduction en basque des fables de Llana Fontaine au XIXème siècle: Archu (1948), Goyhetche (1852), 2006, Begoña Bilbao.[6]
- Del lamento por la muerte de Ricardo Arregi, ouvrage collectif Cien años de poesía vasca, ed.: Joana Sabadell-Nieta, Jon Kortazar, Lucia Fraga, José Paz-Gago, éditions Peter Lang, 451-460.
- Fables traduites en basque en Pays basque de France au XIXe siècle: Archu (1848) Goyhetche (1852), 2006, Montpeller.
- Writing in Basque and in French in the Global Frame, 2008, Center fos Basque Studies, University of Nevada, Ren (USA).
- Vision des Pyrénées à travers quelques textes basques (XIXème-XXème), 2008, Iruña-Pampelune.
- Analyse paratextuelle du Linguae Vasconum Primitiae (1545) de Bernard Etchepare, 2007, Université du Pays basque, Vitòria-Gasteiz.
- Dossier génétique de Mimodramak & Ikonoak du poète Juan Mari Lekuona, Vitòria-Gasteiz.
- En col·laboració amb François Mimiague:

- Llana société basque et llana mer affrontée Expression littéraire de llana représentation du risque au début du XVIIe siècle, 2008, Clarmont.

Poemes
- Urrisoro denboran, 1993;
- Nausikaa, 1993;
- Carpaccioren sa giorgiorekin, 1993;
- Lotarik itzartzean, 1993.

Altres treballs
- Siglo XVI: Las primicias de las letras vascas, Arcocha-Scarcia A., Oyharçabal B., Historia de la literatura vasca, 2009.
- Siglo XVII: Desarollo y edición de las lettres vascas septentrionales, Arcocha-Scarcia A., Oyharçabal B., Historia de la literatura vasca, 2009.
- Thématique maritime et variations transtextuelles sur le motif de la tempête en mer dans les lettres basques des XVI - XVIIIe siècles.
- Eguiatéguy, lecteur de Ioannes Etcheberri de Ciboure, Lapurdum IX, IX, 2004.
- Manuscrits relatifs aux fables de La Fontaine et de Florian traduites et adaptées du français au basque labourdin par Martin Goyhetche (1791-1859), Lapurdum VIII - Euskal ikerketen aldizkaria, VIII, 2003, 25-83.
- La tempête en mer dans la littérature d'expression basque des XVIIe et XVIIIe siècles, Zainak - "Cuadernos de Sección. Antropología-Etnografía", 21,2002, 269-278.
- La mirada malévola de la luna en "La ahijada" de J. Mirande (1925-1972), 2000, 312-331.
- Géotemporalité de l'enfer dans le "Guero" de Pedro de Axular, Lapurdum IV - Numéro spécial : Euskal literatura Axularren aroan, IV, 1999, 95-104.
- "Ternuaco Penac" deitu idazkiaz zenbait ohar, Lapurdum Revue d'études basques, III (1998) 103-123.
- Bidaia-Ikuspenak A. Abbadiaren 1835eko Karnetean.
- Mirande eta Thanatos : Heriotz heroikoa, 1997, 17-36.
- Arestiren hiri mitikoak, Hegats - Literatur aldizkaria, 15/16, 1997, 65-78.
- L'Orient comme virtualité dans le carnet de 1835 d'A. d'Abbadie, Lapurdum -Etudes basques, II,1997, 83-91.
- Un texte inédit de René Lafon et Gil Reicher sur le "Linguae Vasconum Primitiae" (1545), Lapurdum - Revue d'études basques, 1, 1996, 87-119.
- Bultzi-leiotik espazio-denboraren korropiloetan.
- Oihenarten amodiozko poesien azterketa konparatiboa, Iker : Oihenarten Laugarren Mendeurrena, 1992, Quatrième Centenaire d'Oihenart (1992), 8, 1994, 401-450.
- "Maldan behera"ren irakurketa baten inguruan, Hegats - Euskal literatur aldizkaria, 4, 1991, 145-154.